# مسييه 89

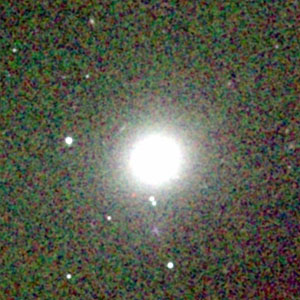

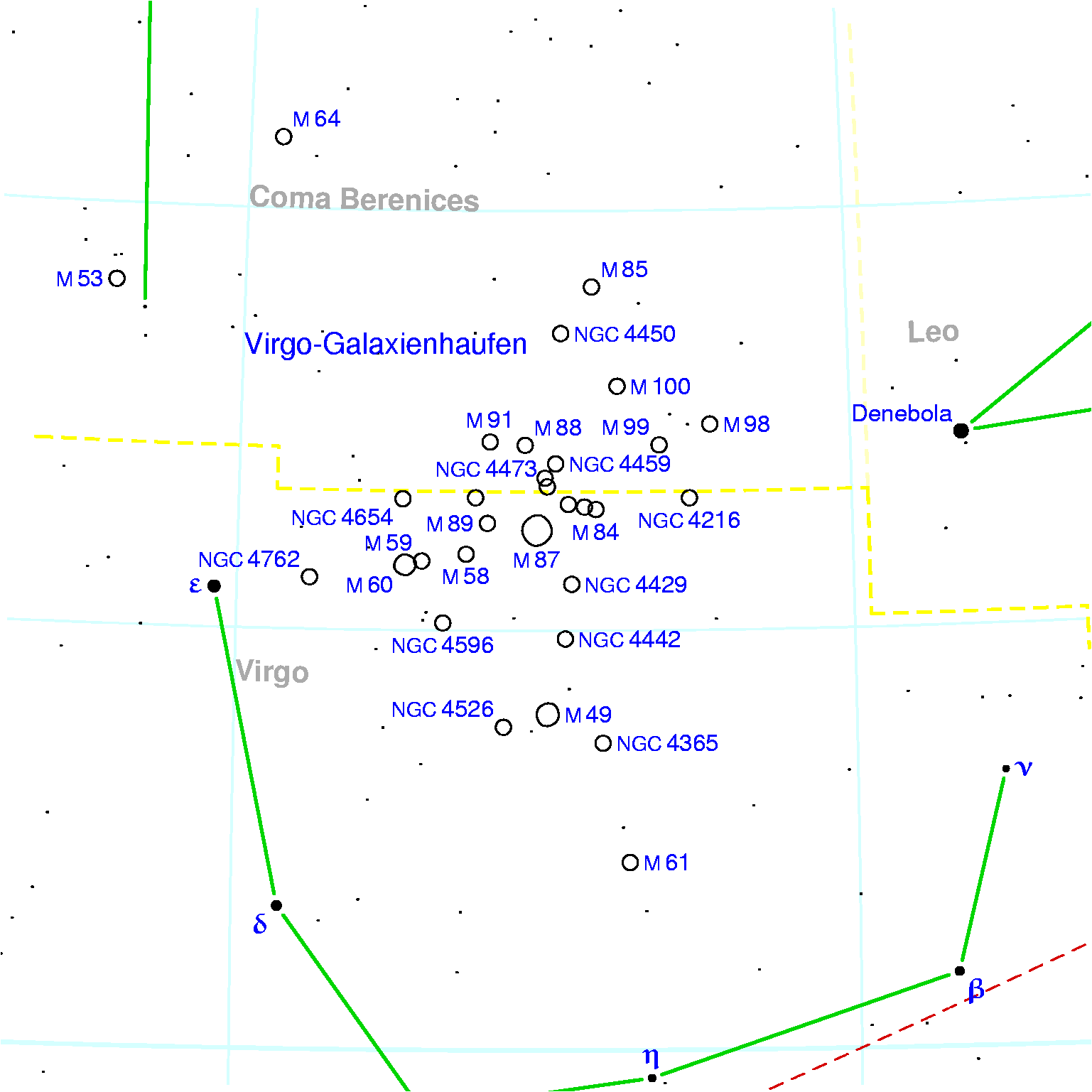
مواقع المجرات في تجمع مجرات العذراء، ويقع مسييه 89 في الوسط.

مسييه 89 أو  م89  (بالإنجليزية: Messier 89 أو M89 أوNGC 4552)‏ هي مجرة إهليجية توجد في كوكبة العذراء. إكتشفها شارل مسييه في 18 مارس 1781، وهي أحد إعضاء مجرات تجمع مجرات العذراء. ويبعد هذا التجمع نحو 60 مليون سنة ضوئية عن مجرتنا، مجرة درب التبانة. بالمقارنة باتساع قرص مجرتنا، يبلغ قطر مجرتنا 150 ألف سنة ضوئية.

## خصائص غريبة
تبين المشاهدة أن مجرة مسييه 89 تكاد تكون كرية الشكل، ويعتبر هذا الشكل غريبا حيث أن معظم المجرات لها شكلا بيضويا، وربما تكون زاوية مشاهدتنا لتلك المجرة هي السبب في صورتها هذه.
ويحيط بالمجرة م89 غاز وغبار يمتد إلى اتساع 150.000 سنة ضوئية وينبعث منها نفاثتان من الجسيمات الساخنة تنطلق منها إل بعد 100.000 سنة ضوئية مما يؤشر على سابق كونها كوازارا أو مجرة راديوية.
كما يحوم حول المجرة مسييه 89 عدد كبير من التجمعات النجمية كما هو الحال بالنسبة لمجرتنا التي يحوم حمولها 150 - 200 تجمع نجمي ،ولكن اعداد تلك التجمعات لمسييه 89 أكبر كثيرا. وتدل بعض الإحصاءات التي أجريت في الفضاء حول مجرة مسييه89 في محيط يبعد من 10 دقيقة قوسية إلى 25 دقيقة قوسية حول حوصلتها المركزية، أنه يوجد بها نحو 2000 من التجمعات النجمية.

## اقرأ أيضا
- علم الفلك للأشعة السينية
- سداسية زايفرت
- سكوربيوس إكس-1
- قزم أبيض
- عملاق أحمر
- نجم
- نجم نيوتروني
- مجرة
- الانفجار العظيم
- خط زمني للانفجار العظيم
- ثقب أسود
- نابض
- نجم متغير
- متغير سيفيدي
- نجم الدجاجة إكس-1

## وصلات خارجية
- موقع الكون